# Анастасия Шопчева
 Анастасия (Ташка) Шопчева (Шопова)-Тошева (Тошова) е българска учителка от късното Българско възраждане в Македония и деятелка на Вътрешната македоно-одринска революционна организация.

## Биография
Анастасия Шопчева е родена в град Прилеп, тогава в Османската империя. Завършва в 1896 година с шестия випуск Солунската българска девическа гимназия „Свето Благовещение“. В 1898 година е секретарка на Прилепското българска девическо училище, докато директорка е Евгения Янчулева.
Влиза във ВМОРО и участва активно в подготовката на Илинденско-Преображенското въстание през лятото на 1903 година в Прилепския революционен район. Заедно с Фанка Ракиджиева, Фана Тошева, Коца Йосифова и Мария Иванова ушива знамето на местната чета.